# Miss Universo 1970
Miss Universo 1970 foi a 19.ª edição do concurso Miss Universo, realizada em 11 de julho de 1970 no Miami Beach Auditorium, em Miami Beach, Flórida, nos Estados Unidos. Candidatas de 64 países e territórios competiram pelo título. No final do evento, a Miss Universo 1969, Gloria Diaz, das Filipinas, coroou a porto-riquenha Marisol Malaret como sua sucessora.

## Evento
Antes do concurso, as candidatas foram enviadas para Osaka, no Japão, para participarem de diversas atividades promocionais durante a Exposição Universal de 1970.Logo após o primeiro encontro delas,elas embarcaram para a competição em Miami e durante este período uma candidata começou a se destacar de forma fulminante,a Miss Estados Unidos, Deborah Shelton. Considerada impossível de ser vencida, Shelton era a favorita até mesmo entre as próprias participantes, pela sua beleza facial, grandes olhos verdes e sua luz própria. Outras favoritas eram Miss Suécia, Miss Austrália, Miss Argentina, Miss Dinamarca e a alta Miss Tchecoslováquia, Kristina Hanazalova.Hanazalova,se destacava também por ser  a primeira candidata na história do concurso a vir de um país da então Cortina de Ferro.
A vitória de Shelton parecia certa,mesmo depois do primeiro corte durante a final e na competição do traje de banho e com o tempo parecia cada vez mais consolidada ao passar da noite,até que o anúncio das cinco finalistas foi feito:
Porto Rico, EUA, Argentina, Austrália e Japão. O público presente no teatro recebeu o primeiro grande choque da noite quando a Argentina, Beatriz Gross,foi anunciada como a quinta colocada. Ao final, ficaram no palco apenas Marisol e Deborah Shelton. Tanto as misses participantes,quanto o público tinham até então  a certeza da eminente vitória de Shelton.Entretanto,outro choque aconteceu ali,o apresentador Bob Barker,fez o anuncio declarando que Shelton havia ficado em segundo lugar e Malaret era a nova Miss Universo. A princípio, nem a própria Miss Porto Rico – muito mais bonita pessoalmente que em fotos e imagens de televisão,  talvez a menos fotogênica de todas as Misses Universo – acreditou, mas o considerado impossível aconteceu e Shelton perdeu uma das coroas mais óbvias da história do concurso.
Marisol Malaret, ruiva e fora dos padrões da grande maioria das candidatas enviadas pelo território, foi recebida com honras em seu país e até hoje é uma figura de grande popularidade local. Nos anos seguintes, tornou-se apresentadora de programas de televisão, personalidade de rádio e editora de revistas  femininas, tendo fundado a Caras em Porto Rico. Deborah Shelton seguiu a carreira de atriz e teve algum  sucesso nos anos 70 na televisão norte-americana, participando de séries como The Love Boat, T.J. Hooker,  A Ilha da Fantasia, até conseguir a consagração popular na década seguinte com seu papel de Mandy Winger, uma das amantes de J.R. Ewing, o personagem principal do  seriado Dallas.

## Resultados
| Colocação          | Candidata |
| ------------------ | --- |
| Miss Universo 1970 | - Porto Rico — Marisol Malaret |
| 2.ª colocada       | - Estados Unidos — Deborah Shelton |
| 3.ª colocada       | - Austrália — Joan Zealand |
| 4.ª colocada       | - Japão — Jun Shimada |
| 5.ª colocada       | - Argentina — Beatriz Gross |
| Top 15             | - Brasil — Eliane Thompson - Grécia — Angelique Bourlessa - Guam — Hilary Best - Hong Kong — Mabel Hawkett - Itália — Anna Zamboni - Malásia — Josephine Wong Jaw - Suécia — Britt Johansson - Suíça — Diane Roth - Tchecoslováquia — Kristina Hanazalova - Venezuela — Bella Mercedes |

### Prêmios especiais

#### Miss Simpatia
- Vencedora:  Guam — Hilary Best.

#### Miss Fotogenia
- Vencedora:  Bermudas — Margaret Hill.

#### Melhor Traje Típico
- Vencedora:  Bolívia — Roxana Brown.

## Candidatas
Em negrito, a candidata eleita Miss Universo 1970. Em itálico, as semifinalistas.
| - Alemanha - Irene Neumann - Argentina - Beatriz Gross (5°) - Aruba - Linda Richmon - Austrália - Joan Zealand (3°) - Áustria - Evi Kurzs - Bahamas - Antoinette DeGregory - Bélgica - Francine Martin - Bermudas - Margaret Hill (MF) - Bolívia - Roxana Brown Trigo (TT) - Brasil - Eliane Fialho Thompson (SF) - Canadá - Norma Joyce Hickey - Sri Lanka - Yolanda Ahlip - Chile - Soledad Errázuriz - Cingapura - Cecilia Undasan - Colômbia - María Luisa Velásquez - Congo - Marie-Josée Bassoko - Coreia do Sul - Yoo Youngae - Costa Rica - Lilia Berrocal - Curaçao - Nilva Maduro - Dinamarca - Winnie Hollmann - Equador - Zoila Rivera - Escócia - Lee Marshall - Espanha - Noelia Cabrera - Estados Unidos - Deborah Shelton (2°) - Filipinas - Simonette de los Reyes - Finlândia - Ursula Rainio - França - Françoise Durand-Behot - Grécia - Angelique Bourlessa (SF) - Guam - Hilary Best (SF, MS) - Holanda - Maureen Renzen - Honduras - Francesca Van Tuyl - Hong Kong - Mabel Hawkett (SF) | - Índia - Veena Sajnani - Inglaterra - Yvonne Anne Ormes - Irlanda - Rita Doherty - Islândia - Erna Johannesdóttir - Israel - Moshit Ziporin - Itália - Anna Zamboni (SF) - Jamaica - Sheila Neil - Japão - Jun Shimada (4°) - Líbano - Georgette Gero - Luxemburgo - Josée Reinert - Malásia - Josephine Leng (SF) - Malta - Tessie Pisani - México - Libia Monteyor - Nicarágua - Graciela Lanzas - Noruega - Vibeke Steineger - Nova Zelândia - Glenys Treweek - País de Gales - Sandra Cater - Panamá - Berta Herrera - Paraguai - Teresa Sullow - Peru - Cristina Butrón - Porto Rico - Marisol Malaret (1°) - Portugal - Ana Maria Lucas - República Dominicana - Sobeida Reyes - Suécia - Britt-Inger Johansson (SF) - Suíça - Diane Roth (SF) - Suriname - Ingrid Madaeus - Tchecoslováquia - Kristina Hanazalova (SF) - Tunísia - Zohra Tabania - Turquia - Asuman Tugberk - Uruguai - Renée Buncristiand - Venezuela - Bella Mercedes de la Rosa (SF) |